# Climat de Butembo
Le climat de Butembo est de type subtropical humide (Afi), modéré par l’influence des montagnes,,.. La moyenne annuelle de température est de 24.5°C et les précipitations sont en moyenne de 312.9 mm.

## Description
Dans la ville de Butembo, on y enregistre deux types de saisons à savoir la saison sèche (chaude) et la saison de pluie (fraiche). La saison sèche qui dure au moins 1,7 mois, allant du 30 janvier au 19 mars, avec une température quotidienne moyenne maximal dépassa 24°C ainsi qu'une température quotidienne moyenne minimale n’excédant pas 15°C. La saison de pluie couvrirait 2,1 mois, allant du 08 octobre au 11 décembre, avec une température quotidienne moyenne maximale ne dépassa pas 22°C.
Le mois de mars et de novembre sont identifiés respectivement comment étant le mois le plus chaud et le plus froid de l'année.

## Précipitations
A Butembo, la probalité de jour de précipitations varies considérablement au cours de l'année. La période connaissant plus de précipitations dure au moins 9.0 mois, allant du mois de Mars jusqu'au mois de Décembre; avec une probabilité de précipitation quotidienne supérieur à 54%.
La période connaissant moins de précipitations ne dure que 3.0 mois, couvrant ainsi le mois du 10 Décembre au 10 Mars.
Le mois d'octobre est le mois ayant plus de jours de précipitation (23,1 jours, pour un total de 148 mm de chute de pluie) et le mois de janvier est le mois ayant moins de jours de précipitation (9.6, soit 49 mm de chute de pluie) jours.

## Données climatiques
D’après l’étude des variations pluviométriques enregistrées à la station météorologique de l'Institut Technique Agricole et Vétérinaire (ITAV) de Butembo, les précipitations et leurs caractéristiques sont restées relativement stables durant la période allant de 1957 en 2010